# 安島友義
安島 友義（安嶋友義、あじま ともよし、1922年（大正11年）2月7日 - 1999年（平成11年）6月9日）は日本の政治家。衆議院議員（1期、日本社会党）。

## 来歴・人物
茨城県日立市生まれ。日立製作所に入社後、同社労働組合では中央執行部の幹部として活動する。茨城県労働会館を建設する際には実行委員会の副委員長を務め、組合桔成十五周年の記念事業として行った『組合史』の編纂では小委員会の委員を務め、安島が戦後編における各章の概説の執筆を担当した。
日本社会党の衆議院議員石川次夫の死去を受け、日立労組顧問だった安島が後継となり、1976年（昭和51年）、第34回衆議院議員総選挙に茨城2区から立候補。日立労祖の組織票を受け、同選挙で1位の塚原俊平に次ぐ70,600票を得票し当選した。労働者の立場から政治を変えたいということを信条として政治活動を展開する。
1979年（昭和54年）の第35回衆議院議員総選挙において第4位の得票58,604票で次点での落選となり、政界を引退。後継候補には城地豊司が選出された。安島の政界引退後、1980年（昭和55年）の第36回衆議院議員総選挙で城地が当選すると日立労組前顧問の安島友義は同労組から特別表彰を受け、後継の城地が日立労組顧問を引き継いだ。
1999年（平成11年）6月9日、急性心筋梗塞のため日立市の日立総合病院で死去した。77歳没。死没日をもって従五位勲四等に叙され、旭日小綬章を追贈された。